# Erick Rosa
Erick Rosa est un boxeur dominicain né le 18 mars 2000 à Saint-Domingue.

## Carrière
Passé professionnel en 2020, il remporte le titre vacant de champion du monde des poids mi-mouches WBA le 19 décembre 2024 après sa victoire aux points contre Neider Valdez Aguilar. Rosa perd son titre dès le combat suivant face à Kyosuke Takami par arrêt de l'arbitre au 10e round le 30 juillet 2025.